# كازوكي ناكاغاوا
كازوكي ناكاغاوا (باليابانية: 中川 風希) (مواليد 3 يوليو 1995)، هو لاعب كرة قدم كان يلعب كلاعب وسط.

## وصلات خارجية
- كازوكي ناكاغاوا على موقع رابطة كرة القدم اليابانية للمحترفين (اليابانية)
- كازوكي ناكاغاوا على موقع قاعدة بيانات كرة القدم.إي يو (الإنجليزية)
- كازوكي ناكاغاوا على موقع Soccerway.com (الإنجليزية)
- كازوكي ناكاغاوا على موقع عالم كرة القدم.نت (الإنجليزية)